# Royaume de Loango
Pour les articles homonymes, voir Loango.
1550 – 1883
Entités suivantes :
- Congo français

Le royaume de Loango (aussi Luangu, Luaangu, Lwaangu, Lwangu, Luango, Lwango, Luaango ou Lwaango,,,) était un État de la côte d’Afrique centrale. D'après le chercheur et historien congolais Didier Moe Loembe Tchikambou, membre de la lignée royale N'Kata et président-fondateur du Cercle de Réflexion Honoris-Causa, le royaume Loango fut créé vers la fin du huitième siècle et le début du neuvième siècle dans l'actuel Angola, et il est arrivé dans la région du Kouilou à Loango sous la direction d'un dignitaire du nom de Kungu. Opulent voisin septentrional du Kongo qui a su mieux conserver ses spécificités que celui-ci, le Loango s'étendait, le long de la côte atlantique, entre le cap Lopez et le fleuve Congo sur ce qui est aujourd'hui le quart sud-ouest de la république du Congo et le sud du Gabon. Primitivement, l'enclave de Cabinda, en Angola, et la rive nord du fleuve, dans la république démocratique du Congo, y auraient été incluses. Sa capitale, Loango, a été éclipsée dès 1900-1910 par le port en eau profonde construit sur le site voisin de Pointe Noire (en 1883).

## Dénomination

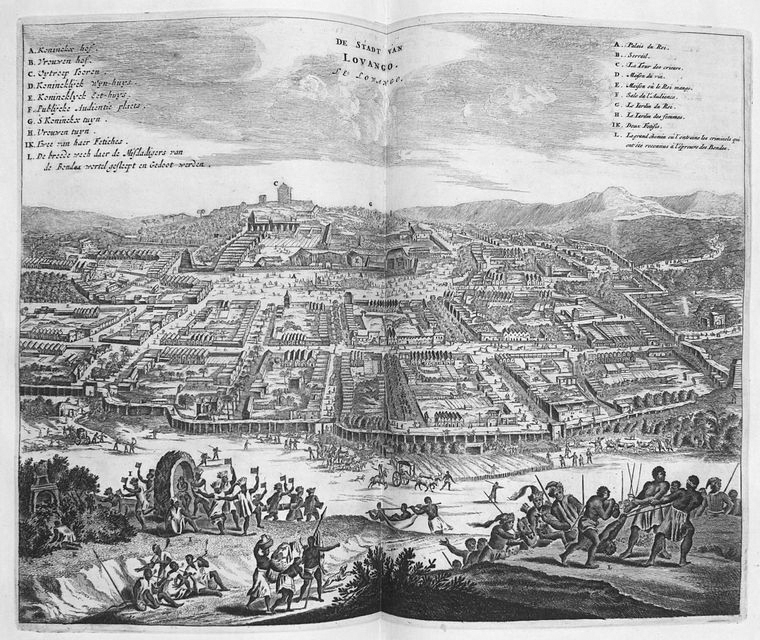
La ville de Loango, capitale du royaume, imaginée par Olfert Dapper dans son ouvrage Description de l'Afrique (1670), à partir de détails fournis par des explorateurs. Olfert Dapper la compare à Rouen, deuxième ville de France.

L'étymologie de Lwuan ngo est inconnue. L’explication poétique par ngo, qui signifie léopard en kikunyi, est affaiblie par l'emploi en vili du terme tchikumbu, issu d'une autre racine bantoue, pour désigner ce fauve et par le surnom de la capitale du royaume Bansa Lovangiri, ou MBansa Loangiri, d'après le nom du quartier du palais royal, lequel semble indiquer un radical lwan plutôt que lwua et fait de go, voire ngo, un suffixe.
Les bribes de mythes recueillies au XXe siècle évoquent une ancêtre commune aux divers peuples de la région dénommée Ngu Na, nom propre que certains des vieux conteurs interrogés interprètent comme une désignation de la forêt originelle et qui n'est pas sans rappeler le nom de Bu Ngu ou Vu Ngu, le pays d'origine du mythique fondateur du royaume du Kongo, Loukéni loua Nimi.
C'est le royaume qui a donné son nom à sa capitale et non l'inverse. Celle-ci s'est développée autour de Boari (Bwari), sur une colline dominant l'actuelle ville de Loango. Elle s'est étendue au XVIe siècle autour du palais installé à quelques kilomètres au sud en retrait de Banda, l'actuelle Pointe Noire, au lieu-dit Loandjiri. En 1773 le siège du Maloango est revenu à Boari même, au lieu-dit Diosso. L'ensemble, dans un rayon de dix kilomètres, soit moins que du Louvre à Versailles, a acquis le nom de Bansa Loango (MBanza Lwangu ou Mbanza Lwangiri), qui signifie « capitale du Loango ». Les Occidentaux l'ont appelé tantôt Bansa tantôt Loango. Il en reste autour de l'actuelle Loango quelques bourgs isolés que l'exode rural et la concentration urbaine dans Pointe Noire finiront de faire disparaître parmi des résidences.
Le fleuve Loango est appelé en vili Tchi Loango, c'est-à-dire le fleuve du Loango.

## Frontières

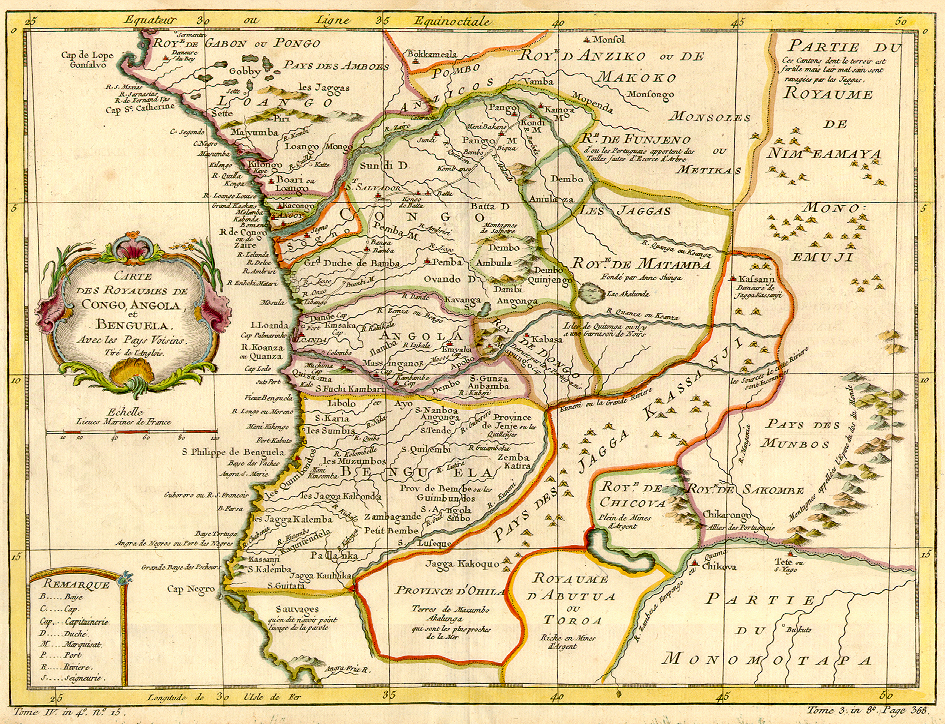
Le Loango situé en 1708 sur la reproduction d'une carte éditée en 1754 au nord ouest du Congo, qui le sépare du Monomotapa. Ses frontières touchent le Pongo et l'Anzico, qui fait la liaison avec le Monoemugi.

Le premier document mentionnant le Loango est une lettre adressée en 1535 par le Manikongo catholique Alphonse au roi du Portugal Manuel, dans laquelle, fort des conquêtes que les arquebuses fournies lui ont permis de conduire, il en revendique la suzeraineté. Sont aussi listés deux États qui séparent le Loango du Congo Zitadyanza, le Ngoyo et le Cacongo. Confinant aux royaumes de « Pangu Alumbu », actuel Gabon, et d'Anzico, pareillement revendiqués, ce territoire correspond aux bassins du Kouilou, de la Noumbi, la Conkouati, et la Nyanga versant du massif du Chaillu et la chaîne de Mayombe.
La tradition recueillie au XXe siècle, rapporte l'origine des clans fondateurs du Loango à la ville de Lândana, dans une région encore aujourd'hui habitée par les Yombé. Que le Loango ait été créé à la fin du XVe siècle par réaction à l'offensive du Manikongo Jean armé par les marins de l'amiral du Portugal Coatanlem contre les Woyo et les Tékés de la rive nord du fleuve Congo, qu'il l'ait été comme une colonie du royaume du Kongo accaparant à partir de 1485 les mines de cuivre qui s'y trouvent, ou que, suivant cette tradition orale, il préexistât à Lândana, sous ce nom de Loango ou un autre, l'érection du royaume de Ngoyo, dans la moitié méridionale de l'actuelle enclave de Cabinda, fait reculer sur le Chiloango la frontière sud, initialement fixée sur le fleuve Congo. À une date impossible à préciser, l'érection à Lândana même d'un royaume du Cacongo fait reculer de nouveau cette frontière sur la Loémé.
La frontière orientale avec l'ex province kongolaise du Pombo et le royaume des Anziques du Makoko, située assez imprécisément à la distance du confluent de la Sangha un siècle plus tôt, se fixe au XVIIIe siècle au-delà de Mindouli à une distance correspondant approximativement à la rivière Djoué. La frontière nord sur le Rio Fernan Vaz et la lagune d'Iguéla au Gabon confine alors avec l'Ogooué avant de reculer, à la suite de la crise dynastique de 1766, jusqu'à la Nyanga et séparer ainsi les Loumbous en deux groupes.

## Ethnographie

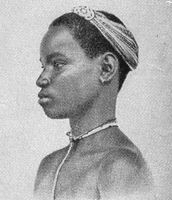
Jeune fille loangosur une planche montrant en 1914 des « spécimens » de la « race noire ».

Parfois métissés avec des pygmées, Babongo, premiers habitants du pays, les loangais sont Yombé, Balumbus, Vungu, Pounou, Kugnis, Vili. À cette dernière ethnie appartiennent les familles régnantes. Elle habite la région centrale autour de l'ancienne capitale et de Pointe Noire. Les Yombé sont à leur est et leur sud jusqu'à l'embouchure du Zaïre et peuplent également l'enclave de Cabinda. Les Lumbu sont à l'opposé au nord ouest, sur un territoire qui s'étend sur la côte sud ouest du Gabon voisin jusqu'à la lagune Ndougou. Les Kugnis habitent au nord est en amont sur le Kouilou. Les Pounou sont encore plus au nord jusqu'au haut Ngounié en territoire gabonais.
Aujourd'hui, la partie orientale de l'ancien territoire du Loango, où se trouvent les principales mines, est peuplée par des Kongos et des Téké. Les premiers, dans le haut bassin du Niairi, sont les Soundi, les Laari, les Beembe, les Doondo, les Kaamba. Les seconds, Obamba, Tsaayi, Tyee, Laali, sont installés aux confins nord est dans les zones montagneuses. La diversité ethnique augmente dans les vallées reculées. La vallée du Louessé est habitée par les Tsaangi et, tout en amont, leurs parents Njebi, dont le peuplement s'étire vers le nord au Gabon jusqu'à la rive sud du haut Ogooué. Les versants de cette vallée sont occupées par des Mpongwe (Mbangwe) et les Ndassa, à l'orient, par les pygmées Wumbvu, qui parlent la langue de ces deux peuples, sur les hauteurs occidentales dominant également la Nyanga. Les Bwissi, qui sont des Échira, sont abrités dans quelques parties du vallon de la moyenne Nyanga.
Les habitants du Loango en tant que tels, c'est-à-dire indépendamment de leur origine ethnique, sont appelés Fiote, qui signifie en kikongo Nègres, au sens noble du terme par opposition aux Tchibamba, les Occidentaux en apparence déguisés avec de la peinture blanche. En vili, Befiote, où Be est un préfixe indiquant la classe nominale des gens, signifie peuple.
À côté du français, du vili et autres langues sœurs bantoues du kikongo, les Fiote parlent le kituba, créole Kikongo qui s'est répandu au Loango, le long du chemin de fer Congo-Océan. Il sert de langue véhiculaire dans la partie de la république du Congo que recouvre l'ancien territoire du Loango, le lingala jouant le même rôle dans l'ancien territoire du royaume voisin d'Anzico.

## Monarchie
Le royaume de Loango est une monarchie héréditaire matrilinéaire, c'est-à-dire qu'au souverain défunt succède non pas son propre fils mais celui de sa sœur par ordre de primogéniture, c'est-à-dire normalement la sœur aînée. Ce beau neveu est choisi dans deux familles régnantes, les Konde ou les NKhata. Ces règles de succession sont semblables à celles qui s'appliquent en matière d'héritage dans la sphère privée, où la propriété est détenue non par l'individu mais par les frères et sœurs indivis, auxquels par conséquent revient solidairement la charge des neveux et nièces. En apparence différent de celui du Kongo voisin, où tout bien utilisé par un particulier n'appartient en propre qu'au despote, ce droit de la propriété privée n'est qu'une expression plus équilibrée du même régime clanique. Au Louango, la domination d'un clan sur les autres est simplement moins affirmée.

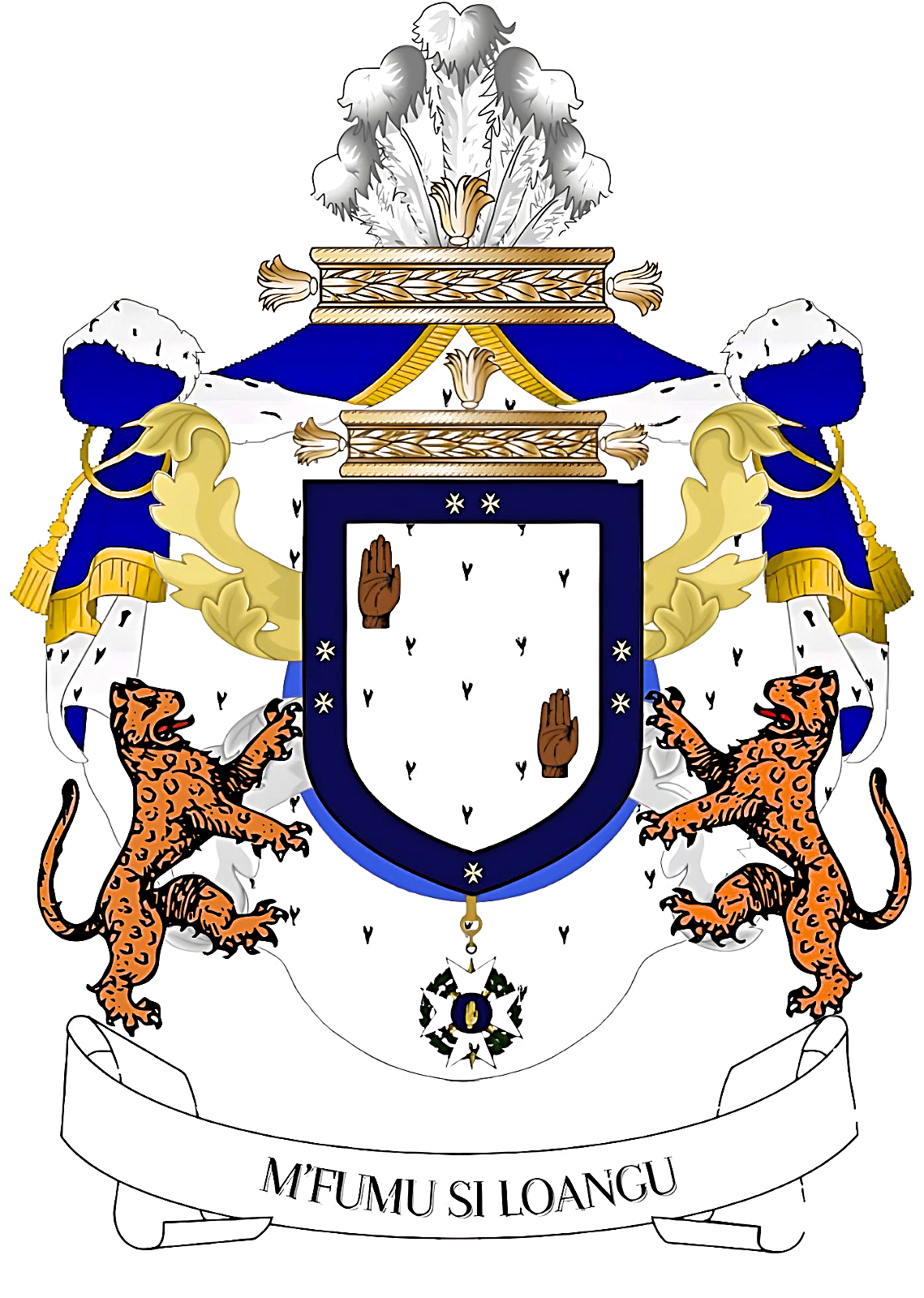
Armoirie du royaume de Loango.

Jusqu'au XVIIIe siècle, la matrilinéarité de la monarchie est assurée par un concubinage à outrance, de sorte que les enfants du souverain se comptent en tel nombre, environ cinq cents, qu'aucun ne puisse faire valoir sa prééminence et que la naissance de chacun paraisse douteuse. Ainsi le palais du roi est à cette époque entouré de quelque deux cent cinquante cases, soit la moitié de l'étendue de la capitale, pour autant de concubines. Étroitement surveillées, elles étaient en cas d'adultère précipitées avec leur amant du sommet d'une falaise.
Ce système prive d'héritage toute une classe d'âge de la haute noblesse, facteur d'une certaine dynamique sociale. Les fils du roi doivent acquérir une fortune par eux-mêmes, quitte à faire preuve d'une opposition violente à l'ordre en place. Les filles du roi constituent un collège de prostituées dans un pays où les mœurs sont les plus libres et où cette manière de se constituer une dot passe pour un privilège des plus honorables. Inversement, la polygamie y assimile le mariage à l'esclavage de la femme, à laquelle revient non seulement les travaux ménagers mais aussi tous les travaux des champs. Seules les femmes de haut lignage y échappent, jouissant inversement de toute licence.
Le caractère héréditaire de la monarchie est tempéré par une élection restreinte. L'impétrant doit en effet suivre une initiation mystique très approfondie au terme de laquelle seulement il pourra être proclamé « Mâ Loango » et la succession entérinée par le Conseil d’État, Ma Mboma Si Lwangu. En outre, le gouvernement et les intérims sont exercés, autre rémanence du matriarcat, par la reine, Macoundé, qui est elle aussi élue par le Conseil d’État, ce parmi les princesses royales les plus âgées. Elle dispose du pouvoir de promulgation et d'un droit de grâce. Elle peut également, non sans risquer de rompre l'équilibre entre la légitimité du lignage et la légalité représentée par le Conseil d’État et de causer ainsi des troubles, démettre le souverain.
De 1766 à 1773, les notables de la ville de Loango conduisent une révolution qui abolit le régime despotique de la dynastie précédente et instaure une sorte de régime constitutionnel complexe. Ce dernier ne fonctionne que par le financement des marchands d'esclaves, auxquels le monarque vend charges et offices par l'intermédiaire d'un secrétaire ministériel, qui joue le rôle de fermier traitant du monarque et prend alors un rôle de premier plan, le Mafouque.
Après avoir été abolie de fait, en 1885, la royauté du Loango, à l'instar des aristocraties déchues d'Europe, perdure symboliquement à travers ses héritiers et des rites familiaux entretenus par des offices coutumiers,notamment à travers son hymne Mbot' Sambwâli.

## Chronologie résumée
- Vers 1400, fondation à Boari de la première dynastie du Loango par conquête des principautés voisines.
- XVe siècle, expansion du Loango entre Zaïre et Ogooué vers l'est minier.
- Vers 1518, le Manikongo Alphonse armé par le Portugal annexe le Loango à l'empire du Kongo. Au sud de l'empire, le Ngola du Ndongo tente de s'émanciper en 1518, coup d'état qui échoue en 1520.
- Vers 1565, Njembe mène le Loango à l'indépendance et fonde la troisième dynastie.
- 1766, révolution des notables esclavagistes de Diosso. La frontière nord recule sur la Nyanga.
- 1773, fondation à Diosso de la quatrième dynastie.
- 23 mars 1883, protectorat français, fin de l'indépendance.
- 1885, crise de succession et vacance du trône.
- 1886, transfert par décret du ministre des Colonies de l'administration royale du Loango au lieutenant-gouverneur du Congo français.

## Histoire

### Préhistoire et fondation du Loango vers 1400
La métallurgie apparait au Ve siècle av. J.-C. mais le développement de villages agricoles ne commence qu'aux premiers siècles de notre ère sur trois sites situés à Madingo-Kayes et Tchissanga, en retrait de la côte de part et d'autre de l'embouchure du Kouilou. Leur développement est lié à celui du commerce lointain de métaux, c'est-à-dire, à travers le futur royaume du Kongo, jusqu'au futur empire du Monomotapa. C'est dans les environs immédiats, à distance de la rive sud, que sera établie la capitale Boari.
Le royaume du Loango est le fruit d'une lutte de plusieurs années entre un prince Yombe originaire du Cacongo, c'est-à-dire du sud de la région, et un rival de Tchilongo, village situé au nord du Kouilou, pour l'hégémonie sur les chefferies voisines, Wansi, Piri, Louangiri, Louangomongo, Mayombe. La victoire du premier, rapportée à une époque de cannibalisme rémanent et une civilisation de la chasse par une tradition orale recueillie au XVIe siècle, indique ainsi que le Cacongo faisait primitivement partie de l'ensemble qui reçut le nom de Loango. Cette fondation, parallèle et indépendante du Kongo, date vraisemblablement de la fin du XIVe siècle ou du début du XVe siècle.

### Hégémonie du Kongo (~1518-~1564)
De l'autre côté du Zaïre, l'avènement en 1470 du Manikongo Nzinga Nkuwu, cinquième souverain de la dynastie Kilukeni, marque le début de l'expansionnisme du royaume du Kongo fondé par son grand père Lukeni lua Nimi. En 1489, cet empereur voisin du Loango envoie à Lisbonne une ambassade, qui revient en 1491 avec des missionnaires. En échange d'une participation aux recherches du royaume du prêtre Jean et d'une route vers les Indes, qu'il oriente habilement vers les sources du Zaïre et le royaume du Négus, il en obtient, au prix d'une conversion qu'encourage la reine Nzinga a Nlaza mais qu'il aura tôt fait d'oublier, le soutien des marins portugais pour soumettre la province du Nsoundi, qui s'étend à l'orient sur le bas Inkisi et que lui dispute le Makoko des Anziques. L'expédition est confiée en mai 1491 à son fils Alphonse. C'est la première utilisation des armes à feu par des autochtones pour guerroyer contre d'autres autochtones.
À la mort de son père, en juin 1506, le prince Alphonse, soutenu par sa mère, revendique la coutume patrilinéaire de ses nouveaux alliés catholiques et fait appel à la puissance de feu décisive de ceux-ci pour ouvrir une guerre de succession contre son cousin germain Mpanzou, héritier légitime et défenseur de la tradition matrilinéaire, qui est vaincu en 1509 par quelques cavaliers lors de la bataille de Saint Sauveur. Le souverain vainqueur accumule, grâce aux mousquets et plus encore aux machettes achetées aux Portugais pour équiper l'armée, un grand nombre de prisonniers voués à un esclavage qu'il entend ne pas abandonner au monopole des étrangers et contrôler lui-même. Vingt-huit ans plus tard, le dictateur, ayant fondé une université réservée à la noblesse et imposé à sa cour les mœurs portugaises, peut clamer que ses conquêtes se sont étendues outre l'Anzico jusque sur le Loango et même au-delà, sur le Pangu.
La mort d'Alphonse dans une atmosphère de complot en 1543 laisse l'empire profondément divisé entre les partisans de ses beaux neveux François et Jacques, fils de sa sœur aînée et successeurs légitimes, et ceux de son fils Pierre, apôtre de la patrilinéarité soutenu par les Portugais. Les dissensions et les cabales se manifestent dans tous les offices de toutes les fractions de l'état, vraisemblablement dans le Loango aussi. En 1556, le Ngola, gouverneur de la province méridionale du Ndongo, est le premier, moyennant un tribut annuel versé au Manikongo, à faire sécession. Au sud est, le Matamba et au nord ouest, le Loango restent fidèles au Manikongo Jacques et leurs reine et roi respectifs obligent l'empereur en recevant chacun une mission envoyée en 1561 à Kindonga et à Boari, leurs capitales, et même en acceptant, du moins dans les formes, de se convertir.
La mort dans l'année même de l'héritier de Jacques, Alphonse II, au cours d'une insurrection suscitée par le frère de celui-ci, Bernard, celle de ce dernier cinq ans plus tard puis du Manikongo suivant, Henri, quelques mois après, au cours d'invasions conduites par les Anziques affranchis et alliés aux Iagas insurgés, achèvent de rendre irréversible la dislocation de l'empire, que le long et difficile règne d'Alvare ne pourra pas freiner. C'est durant ces années que le prince Njembe, rejetant le christianisme imposé par la mission de 1561, relève la couronne du Loango et fonde à Loandjiri, aujourd'hui le quatrième arrondissement de Pointe Noire, une nouvelle dynastie. À l'extrémité opposé de l'empire, le royaume de Matamba ne prendra formellement son indépendance qu'à la génération suivante, en 1618, quand sa reine Anne montera sur le trône du Ndongo laissé vacant par le suicide de son frère, le Ngola Mbande vaincu par le gouverneur portugais Luis Mendes de Vasconcellos.

### La rencontre avec les navigateurs (1565-1765)

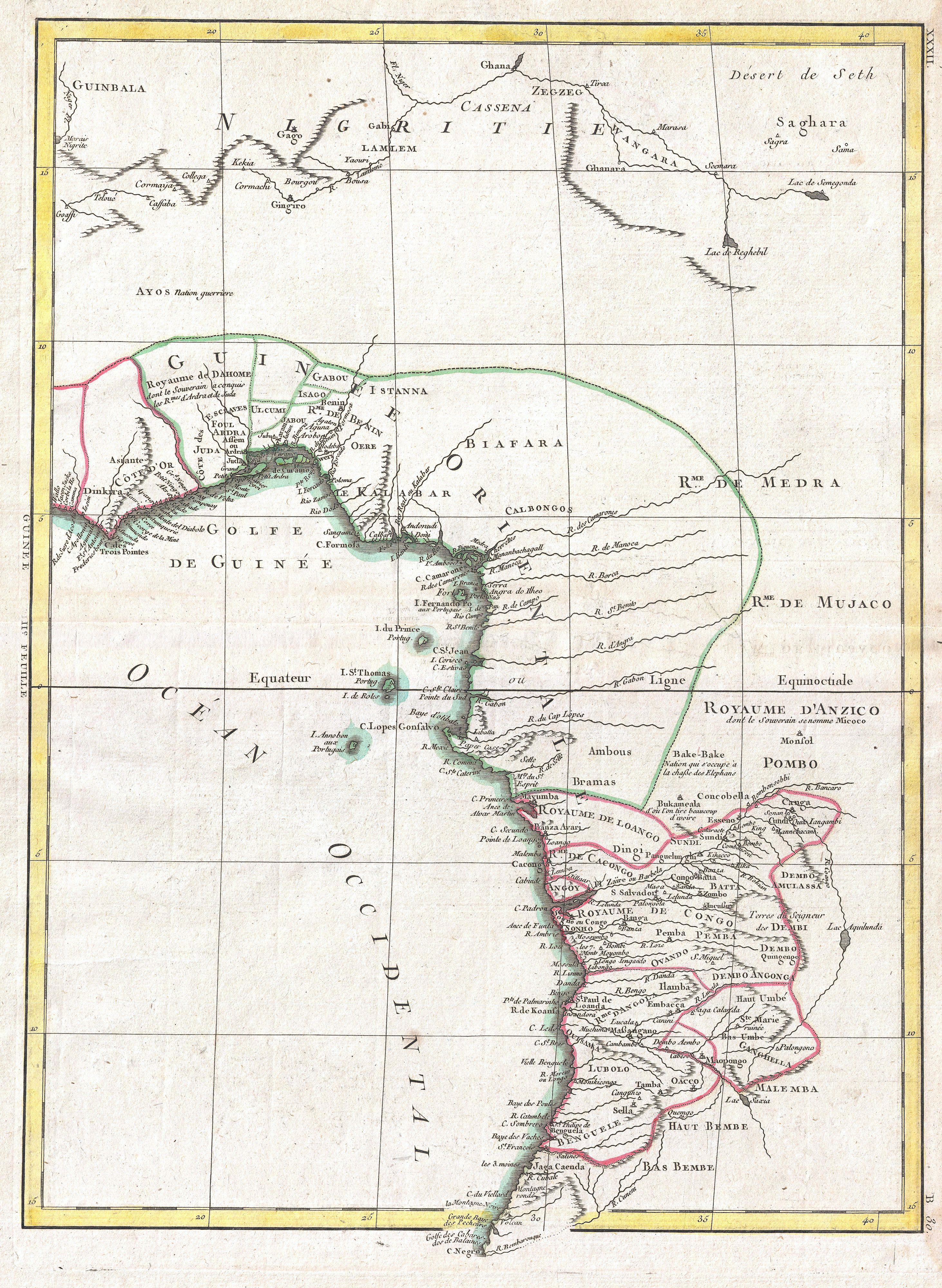
Carte du golfe de Guinée vers 1770. Situé au milieu, le Loango redevient vers 1565 indépendant du Congo, lequel en conserve la suzeraineté de la partie méridionale, le Cacongo. La côte, divisée en Guinée occidentale autour d'Elmina, Guinée orientale, autour du Bénin, et Congo, fait alors l'objet d'une concurrence violente entre puissances marchandes cherchant à établir chacune leur monopole.

Les courants des fleuves côtiers et les alizés sont défavorables à l'abordage des côtes poissonneuses mais accidentées et barrées du Loango. Repoussant les explorateurs venant de Sao Tomé plus au sud vers le royaume du Manicongo et le royaume du Ngola, cette géographie maritime, à quoi s'ajoutent l'« air malsain » et un terrain presque entièrement recouvert par la forêt humide, laisse la région dans un isolement relatif qui perdurera, même après que les Portugais, descendant de Saint Sauveur par l'embouchure du Zaïre, auront fondé un comptoir portuaire à Cabinda. Les échanges ne se font qu'a bord jusqu'à ce que le commissaire de la toute nouvelle Compagnie des Indes orientales néelandaise Pierre van den Broeck, passé une première fois du 3 avril au 11 juin 1607 sur les traces des portugais, des espagnols, des anglais et des français, fonde le 8 février 1610 le premier comptoir. L'objectif des Hollandais est de supplanter dans le golfe de Guinée les Portugais, dont les plantations insulaires sont saccagées par la flotte de l'amiral Pierre Verdock. Le Loango est vu comme un enjeu dans une guerre commerciale qui n'est pas la sienne.
Quand, du 22 avril au 21 mai 1612, Broeck visite de nouveau ce Loango à l'écart des routes maritimes, il trouve en effet un despote qui, au contraire de son homologue du Kongo Alvare II, se montre moins favorable aux Portugais et tout à fait étranger au christianisme. L'explorateur y chasse l'hippopotame, donne une des premières sinon la première description du gorille, perçu par les autochtones aussi bien que par lui comme un humain sauvage qu'il convient d'exterminer et tire du royaume, moyennant une forme de bakchich versé au roi, cent vingt tonnes d'ivoire, soit mil à deux mils défenses. Cinquante ans plus tard, l'ivoire est épuisé. Malgré ou grâce à ses richesses, huile de palme, noix de kola, huîtres fumées, poissons, sel gemme, cuivre, minerai de fer, plomb, tissu en raphia, acajou, fourrures et gibier, le Loango reste méconnu jusqu'à la fin du XVIIIe siècle. Le comptoir hollandais sera fermé par les autorités louanguaises quelques années après sa fondation, avant de rouvrir pour les navires de toutes nationalités et prospérer au siècle suivant.

### Le Loango dans la traite auXVIIIesiècle
L'arrivée des navires européens modifie profondément la société. En effet, elle tourne son économie vers l'exportation, en particulier la traite négrière qui entraine des déplacements de populations, et enrichit une élite de commerçants Vili. La puissance de ces courtiers, aussi peu nombreux que riches, est assurée par un monopole acheté au gouvernement du Maloango, qui inversement veille à interdire toute exclusivité aux puissances étrangères et maintenir les traitants occidentaux dans une concurrence que leurs interlocuteurs loangais ne connaissent pas. La ville de Loango devient avec Cabinda un des cinq ports au sud de l'équateur par lesquels se font au milieu du XVIIIe siècle un tiers des déportations d'esclaves. Une relation particulière s'instaure entre les armateurs nantais, dont un navire sur deux trafique avec « Louangue », et de riches courtiers Vili étroitement associés au gouvernement du Maloango, qui envoient entre le début du siècle et 1789 au moins une dizaine de leurs fils faire dans la capitale bretonne leur apprentissage du commerce.
Le commerce triangulaire a aussi des conséquences politiques. Il provoque une colonisation interne des zones forestières quasiment vierges, des conflits frontaliers suivis de déplacements de populations, comme entre les Akélés Ungom d'une part et les Échira et les Nkomi d'autre part, et une plus grande intégration des territoires pourvoyeurs d'esclaves, cuivre, raphia et ivoire.

### La quatrième dynastie (1766-1885)
En 1766, meurt le roi Nombo, neuvième et dernier souverain du clan Buvadji. Suit un interrègne de sept ans durant lequel le gouvernement est exercé au nom des vingt-sept clans NKongo, qui revendiquent une lignée commune issue d'un héros mythique originaire du Kongo, Bunzi. Le clan Konde en la personne de Moe Poaty Ier finit par s'imposer en 1773 au prix d'une monarchie élective. Le pouvoir royal, réduit à des actes religieux, en sus d'un privilège fiscal sur la traite négrière et administratif sur les nominations, se trouve dès lors limité par de nombreux interdits et la réalité du pouvoir est transférée aux ministres et aux gouverneurs de sept provinces choisis par les clans.
En 1839, quatre cents esclaves Vili capturés au Loango sont libérés par le lieutenant de vaisseau Édouard Bouët-Willaumez après l'arraisonnement de l'Elizia qui les emportait pour un plus grand voyage. Ils fondent Libreville sur le lieu même de leur libération.
Le 23 mars 1883, le lieutenant de vaisseau Robert Cordier signe un traité de paix avec le Maloango Makosso Tchinkosso par lequel le Loango cesse d'être indépendant. Deux ans plus tard, le 25 février 1885, alors que parallèlement le Cacongo et le Ngoyo signent le traité de Simulambuco qui les met sous la protection du Portugal, la conférence de Berlin donne le Loango à la France. La mort du roi Makosso Ma N'Sangou cette même année, la destitution immédiate de son successeur Moe Pratt, accusé du meurtre de sa fille, et la crise de succession qui s'ensuit et ne se résoudra que cinq ans plus tard, donnent les arguments au ministre des Colonies Charles-Eugène Galiber pour signer en 1886 le décret confiant l'administration du Loango au lieutenant-gouverneur du Congo français, intégré quatorze ans plus tard à Afrique-Équatoriale française.

## Radiocommunications
Dès le début du XXe siècle, les PTT en AEF ont exploité la station côtière radiotélégraphique Loango TSF dans l'ancien royaume de Loango.
Cette station côtière réalisée par la « Société Française Radio-Électrique (SFR) », d'indicatif radio FGO, permettait les liaisons radiotélégraphique avec les navires de commerce en mer, les avions, les ballons dirigeables et avec la France. La station assurait des bulletins météorologiques.
En 1922, la station côtière radiotélégraphique FGO travaillait en ondes amorties sur la longueur d'onde de 600 mètres (500 kHz) et sur la longueur d'onde de 300 mètres (1 000 kHz) avec une portée d'exploitation de plusieurs centaines de kilomètres.

### Récits d'explorateurs
- P. van den Broeck, Description du royaume de Lowango, 1612,
  - in trad. Voyage de Pierre van den Broeck au Cap Vert, à Angola et aux Indes orientales, 1634.
  - in R. A. C. de Renneville, Recueil des voyages qui ont servi à l'établissement et aux progrez de la Compagnie des Indes orientales formée dans les Provinces-Unies des Païs-bas, vol. VII, p. 419-427, P. Calloué, Paris, 1725.
- (en) A. Battell, in S. Purchas & R. Hakluyt, Hakluytus Posthumus Or Purchas His Pilgrims, William Stansby, Londres, 1625,
  - réed. E. G. Ravenstein, The Strange Adventures of Andrew Battell of Leigh in Angola and Adjoining Lands, Hakluyt Society, Oxford, 1901.
- (it) G. Cavazzi da Montecuccolo, Istorica Descrizeione de tre regni Congo, Matamba ed Angola situati nell'Etiopia inferiore occidentale e delle missioni apostoliche esercitatevi da religiosi cappuccini, t. V, p. 529-578, Giacomo Monti, Bologne, 1687.

### Monographies anciennes
- (it) F. Pigafetta, Relatione del reame di Congo et delle circonvicine contrade, tratta dalla scritti & ragionamenti di Odoardo Lopez Portoghese, Bartolomeo Grassi impr., Rome, 1591.
- (nl) O. Dapper, Naukeurige beschrijvinge der Afrikaensche Gewesten van Egypten, Barbaryen, Libyen, Amsterdam, 1668,
  - trad. Le royaume de Lovango ou terre des Bramas, in Description de l'Afrique, p. 320-339, Wolfang, Waesberge, Boom & van Someren, Amsterdam, 1686.
- A. F. Prévost d’Exiles, Histoire générale des voyages ou Nouvelle collection de toutes les relations de voyages par mer et par terre, qui ont été publiées jusqu'à présent dans les différentes langues de toutes les nations connues, vol. XVI, I, 1, p. 317-414, Didot, Paris, 1748.
- L. de Jaucourt, Loango ou Lowango, in L’Encyclopédie, t. IX, p. 623-624, 1751.
- Liévin-Bonaventure Proyart (M. l'abbé), Histoire de Loango, Kakongo, et autres royaumes d'Afrique : rédigée d'après les mémoires des préfets apostoliques de la Mission françoise…, Paris - Lyon, C. P. Berton et N. Crapart - Bruyset-Ponthus, 1776 (lire en ligne) — Livre numérisé disponible et téléchargeable sur gallica.bnf.fr.

### Études modernes
- (de) E. Pechuel-Loesche, Volkskunde von Loango, Streckel & Schoder, Stuttgart, 1907.
- (en) Ph. M. Martin, The External Trade of the Loango Coast, 1576-1870: The Effects of Changing Commercial Relations on the Vili Kingdom of Loango, Clarendon Press, Oxford, 1972.
- F. Hagenbucher-Sacripianti, Les fondements spirituels du pouvoir au Royaume de Loango, ORSTOM, Paris, 1973.
- A. Merlet, Autour du royaume de Loango XIVe et XIXe siècles, Paris, Sepia, 1991.
- Cour Royale, Royaume de Loango, historique, Royaume de Loango, 2008 (lire en ligne [PDF])
- Arsène Francoeur Nganga, La traite négrière sur la baie de Loango, pour la colonie du Suriname, Evry (France), Cesbc presses, 2016, 212 p. (ISBN 979-10-90372-30-6)

## Renvois

### Sources
- Ph. M. Martin, The External Trade of the Loango Coast, 1576-1870: The Effects of Changing Commercial Relations on the Vili Kingdom of Loango, Clarendon Press, Oxford, 1972.

1. ↑  p. 9
2. ↑  p. 31

- F. Hagenbucher-Sacripianti, Les fondements spirituels du pouvoir au Royaume de Loango, ORSTOM, Paris, 1973.

1. 1 2 3 4 5  p. 23
2. 1 2  p. 28
3. ↑  p. 70
4. 1 2  p. 24
5. ↑  p. 25
6. 1 2  p. 62
7. ↑  p. 18
8. 1 2  p. 61
9. ↑  p. 82
10. 1 2  p. 89
11. 1 2  p. 75
12. ↑  p. 76
13. ↑  p. 78
14. ↑  p. 64

- P. van den Broeck, Description du royaume de Lowango, 1612,
  - in trad. Voyage de Pierre van den Broeck au Cap Vert, à Angola et aux Indes orientales, 1634.
  - in R. A. C. de Renneville, Recueil des voyages qui ont servi à l'établissement et aux progrez de la Compagnie des Indes orientales formée dans les Provinces-Unies des Païs-bas, vol. VII, p. 419-427, P. Calloué, Paris, 1725.

1. 1 2 3  p. 421
2. 1 2  p. 422
3. ↑  p. 406
4. ↑  p. 420
5. 1 2 3  p. 413
6. ↑  p. 389
7. 1 2 3  p. 390
8. ↑  p. 419
9. ↑  p. 423 & 424
10. ↑  p. 424
11. ↑  p. 423
12. 1 2  p. 426

- O. Dapper, Naukeurige beschrijvinge der Afrikaensche Gewesten van Egypten, Barbaryen, Libyen, Amsterdam, 1668,
  - trad. Le royaume de Lovango ou terre des Bramas, in Description de l'Afrique, p. 320-339, Wolfang, Waesberge, Boom & van Someren, Amsterdam, 1686.

1. 1 2 3 4 5 6 7 8  p. 321
2. 1 2 3 4 5 6 7 8  p. 320
3. ↑  p. 327
4. 1 2 3 4 5  p. 329
5. ↑  p. 460
6. ↑  p. 491
7. 1 2 3  p. 322

- A. F. Prévost d’Exiles, Histoire générale des voyages ou Nouvelle collection de toutes les relations de voyages par mer et par terre, qui ont été publiées jusqu'à présent dans les différentes langues de toutes les nations connues, vol. XVI, I, 1, p. 317-414, Didot, Paris, 1748.

1. ↑  p. 353
2. ↑  p. 319
3. ↑  p. 71

- Autres sources

1. ↑   Iko Kabwita Kabolo, Le royaume Kongo et la mission catholique 1750-1838, KARTHALA Editions, 2004, p. 303-313
2. ↑  « La vie économique et les ports de l'enclave de Cabinda (Angola) », sur Persee, Irène S. Van Dongen, Les Cahiers d'Outre-Mer (consulté le 27 mai 2023).
3. ↑   Alfredo Margarido, A propos d'un livre récent : Mythes, légendes et objets plastiques dans l'histoire chokwe [compte-rendu] Guilherme Augusto Mesquitela Lima, Fonctions sociologiques des figurines de culte hamba dans la société et dans la culture tshokwè, 
Outre-Mers. Revue d'histoire, 1972, p. 502
4. ↑  « Tshibila tshinteewu ku lwaangu – Communiqué relatif à l’installation du Roi au petit palais », sur Royaumeloango, René Mavoungou Pambou (consulté le 27 mai 2023).
5. ↑  Gravure de N. Bellin, in A. F. Prévost d’Exiles, Histoire générale des voyages ou Nouvelle collection de toutes les relations de voyages par mer et par terre, qui ont été publiées jusqu'à présent dans les différentes langues de toutes les nations connues, 1757 (reproduction d'une gravure in J. Ogilby, Africa, 1670.)
6. 1 2 3 4 5  G. Balandier, La vie quotidienne au royaume de Kongo du XVIe au XVIIIe siècle, p. 15, Hachette, Paris, 1965.
7. ↑  D. W. Phillipson, African Archaeology, Cambridge University Press, Cambridge, p. 295, 2005,  (ISBN 978-0-521-54002-5).
8. 1 2  L. de Jaucourt, Loango ou Lowango, in L’Encyclopédie, t. IX, p. 623, 1751.
9. ↑  in C. B. Beach & F. Morton Mac Murry, The New Student's Reference Work for Teachers, Students and Families, F. E. Compton & Co., Chicago, 1914.
10. ↑  I. Tucker & al., Carte linguistique du Congo, in M. P. Lewis, G. F. Simons & Ch. D. Fennig, Ethnologue: Languages of the World, SIL International Publications, Dallas, 2013.
11. ↑  A. Dewar, The Voyages and Travels of Captain Nathaniel Uring, p. 27-29, Cassell & Co., Londres, 1930.
12. ↑  D. W. Phillipson, African Archaeology, Cambridge University Press, Cambridge, 2005,  (ISBN 978-0-521-54002-5).
13. 1 2  J. Denbow, Congo to Kalahari: data and hypotheses about the political economy of the western stream of the Early Iron Age, in African Archaeological Review, vol. VIII, no 1, p. 139-175, Springer, New York, 1990  (ISSN 0263-0338).
14. 1 2  O. Roland & A. Atmore, Medieval Africa, 1250–1800, p. 169, Cambridge University Press, Cambridge, 2001.
15. 1 2 3  O. Roland & A. Atmore, Medieval Africa, 1250–1800, p. 170, Cambridge University Press, Cambridge, 2001.
16. 1 2  J. Thornton, Elite Women in the Kingdom of Kongo: Historical Perspectives on Women's Political Power, in The Journal of African History, vol. XLVII, p. 442, 2006.
17. ↑  Alphonse, Deux lettres à Jean III, Saint Sauveur, 1526, in Louis Jadin et Mireille Dicorato, Correspondance de Dom Afonso, roi du Congo, Bruxelles, 1974.
18. ↑  Nk. Npudi a Nzinga, Rapport d'enquête, Saint Sauveur, 1550, trad. L. Heywood & J. Thornton, The Treason of Dom Pedro Nkanda a Mvemba against Dom Diogo, King of Kongo, 1550, in K. Mac Knight & L. Garofalo, Afro-Latino Voices: Narratives from the Early Modern Ibero-Atlantic World, 1550-1812, p. 2-29, Hackett, 2009.
19. ↑  A. Brásio, Monumenta missionaria africana: 1532-1569, p. 478, Divisão de Publicações e Biblioteca da Agência Geral do Ultramar, Lisbonne, 1953.
20. ↑  R. Bonne, in J. Lattre, Atlas de toutes les parties connues du globe terrestre, planche B30, p. 44, Paris, 1776.
21. ↑  P. Vennetier, Géographie du Congo-Brazzaville, p. 19, Gauthier-Villars, Paris, 1966.
22. ↑  Ph. M. Martin, The external trade of the Loango Coast, 1576-1870 : the effects of changing commercial relations on the Vili Kingdom of g, Clarendon Press, Oxford, 1972.
23. ↑  J. Mettas, dir. S. Daget, Répertoire des expéditions négrières françaises au XVIIIe siècle, t. I, Geuthner pour Société Française d’Histoire d’Outre-mer, Paris, 1978.
24. ↑  N. Touzeau; Étude des Expéditions négrières nantaises sous la révolution française (entre 1789 et 1793), in Au temps des droits de l’Homme, de l'Université de Nantes, Nantes, 1993.
L. Godard, Le Renouveau de la traite négrière nantaise entre 1763 et 1766. Répertoire des expéditions négrières nantaises de 1763 à 1766, Centre de Recherche sur l’Histoire du Monde Atlantique de la Faculté de Lettres de l'Université de Nantes, Nantes, 1993.
C. Hermann, Répertoire des expéditions négrières nantaises de 1767 à 1771, Centre de Recherche sur l’Histoire du Monde Atlantique de la Faculté de Lettres de l'Université de Nantes, Nantes, 1994.
B. Hervé, La traite négrière nantaise de 1772 à 1778. Répertoire des expéditions négrières nantaises de 1772 à 1778, Centre de Recherche sur l’Histoire du Monde Atlantique de la Faculté de Lettres de l'Université de Nantes, Nantes, 1994.
25. ↑  A. Anselin, Résistances africaines sur la Côte d’Angole au XVIIIe siècle, p. 4-5, Montray Kréyol, Case-Pilote, septembre 2008
Introduction à A. Anselin, Le refus de l'esclavitude, Duboiris, Paris, octobre 2009, 214 p.  (ISBN 9782916872100).
26. ↑  A. NDinga-Mbo, Introduction à l’Histoire des Migrations au Congo. Hommes et Cuivre dans le « Pool » et la Bouenza avant le XXe siècle, P. Kivoulou Verlag, Heidelberg, 1984.
27. 1 2  L.-B. Proyart, Histoire de Loango, Kakongo, et autres royaumes d'Afrique : rédigée d'après les mémoires des préfets apostoliques de la Mission françoise, p. 130, C. P. Berton & N. Crapart - Bruyset-Ponthus,, Lyon, 1776.
28. ↑  Histoire de l’émission d’amateur – Continent Africain
29. ↑  page 63 et 64 Le développement des communications et de la T.S.F
30. ↑  Nomenclature des stations TSF du 1er mars 1922.